# Maciej Berbeka
Maciej Berbeka (Zakopane, 17 d'octubre de 1954 – Broad Peak, Baltistan, 6 de març de 2013) va ser un alpinista, guia de muntanya de l'UIAGM i membre del TOPR polonès. Conjuntament amb el seu company de cordada Tomasz Kowalski va desaparèixer el 6 de març de 2013 mentre baixaven del Broad Peak. Dos dies més tard van ser donats per morts.
Els principals èxits de Berbeka inclouen les primeres ascensions hivernals al Manaslu, el 12 de gener de 1984, amb Ryszard Gajewski; el Cho Oyu, el 12 de febrer de 1985, amb Maciej Pawlikowski (única ascensió hivernal a un vuit mil feta per una nova ruta); i el Broad Peak, el 5 de març de 2013, amb Adam Bielecki, Tomasz Kowalski i Artur Małek. També va fer cim a l'Annapurna i l'Everest. Va ser el primer humà en haver fet un vuit hivernal al Karakoram - Rocky Summit (8.028 m) el 6 de març de 1988. El mateix dia de 25 anys més tard desapareixia al Broad Peak.